# Carlos Malpica Rivarola
Carlos Alberto Malpica Rivarola fue un político peruano.
Nació en Chota en 1908, hijo de Gregorio Malpica y Zoila Rivarola. En 1945 ejerció el cargo de Alcalde de Cajamarca impulsando la modificación de la Plaza de Armas de esa ciudad sembrando cipreses y colocando el piso de granito y cemento que hasta la fecha se mantiene.
En 1963 fue elegido senador por el departamento de Cajamarca por el Partido Aprista Peruano. Su mandato se vio interrumpido en 1968 debido al golpe de Estado que dio inicio al Gobierno Revolucionario de las Fuerzas Armadas. 
En las elecciones de 1983, fue elegido para ocupar nuevamente el cargo de Alcalde provincial de Cajamarca por el Partido Aprista Peruano. Obtuvo en aquella elección 12,923 votos equivalente al 47.522% de los votos válidamente emitidos. En las elecciones generales de 1985 prentendió su reelección como senador sin obtener la representación.